# Rio Vista (Texas)
Rio Vista é uma cidade localizada no estado norte-americano do Texas, no Condado de Johnson.

## Demografia
Segundo o censo norte-americano de 2000, a sua população era de 656 habitantes.
Em 2006, foi estimada uma população de 757, um aumento de 101 (15.4%).

## Geografia
De acordo com o United States Census Bureau tem uma área de
2,1 km², dos quais 2,1 km² cobertos por terra e 0,0 km² cobertos por água.

## Localidades na vizinhança
O diagrama seguinte representa as localidades num raio de 20 km ao redor de Rio Vista.